# Ягодна (Іглінський район)
Я́годна (рос. Ягодная, башк. Еләкле) — присілок у складі Іглінського району Башкортостану, Росія. Входить до складу Іглінської сільської ради.
До 10 вересня 2007 року присілок називався Госпитомніка.
Населення — 471 особа (2010; 409 в 2002).
Національний склад:
- башкири — 33 %